# Microstylum ustulatum
Microstylum ustulatum är en tvåvingeart som beskrevs av Engel och Cuthbertson 1938. Microstylum ustulatum ingår i släktet Microstylum och familjen rovflugor.
Artens utbredningsområde är Zimbabwe. Inga underarter finns listade i Catalogue of Life.